# Arumer Zwarte Hoop

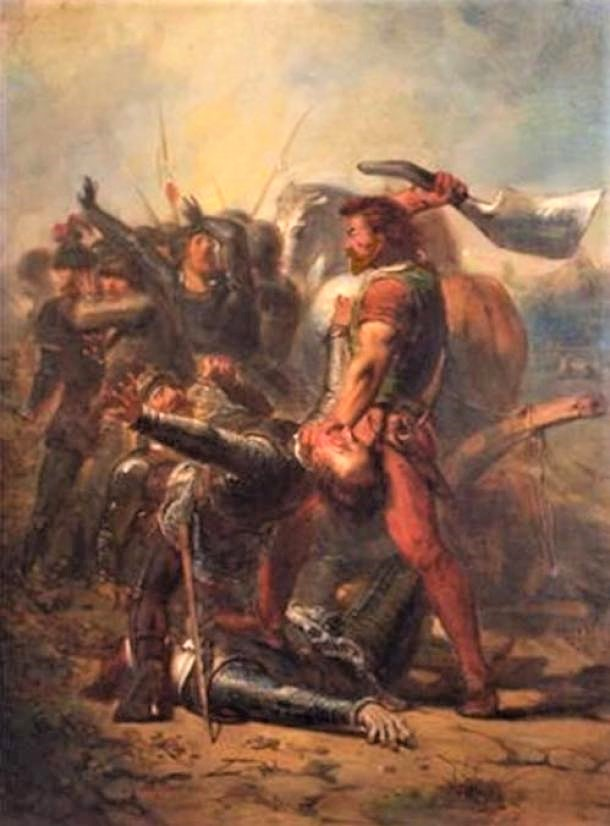
La bravoure de Grote Pier, anno 1516, peinture du XIX glorifiant la bataille de Grote Pier par Johannes Hinderikus Egenberger, huile sur toile, Mairie de Sneek.

Pour les articles homonymes, voir Zwarte Hoop.
L'Arumer Zwarte Hoop (en néerlandais ; en frison : Swarte Heap), c'est-à-dire la « Compagnie noire d'Arum » est une armée de rebelles frisons, qui, de 1515 à 1523, au début du règne sur les Pays-Bas de Charles de Habsbourg (Charles Quint à partir de 1520), a mené une guerre contre la domination des Habsbourg et de ses alliés Saxons afin de rétablir une Frise libre, la Magna Frisia. 
Formée par Pier Gerlofs Donia (Grote Pier), elle est dirigée par lui jusqu'à sa mort en 1520, puis par Wijerd Jelckama (Grote Wijerd). Elle est finalement vaincue en 1523 et ses chefs sont exécutés.
Le mot « Arumer » renvoie à Arum, localité néerlandaise de Frise, située à 15 km au sud-ouest de Leeuwarden.

## Contexte

### Les Pays-Bas des Habsbourg
- les Pays-Bas des Habsbourg, issus des Pays-Bas bourguignons
- la régence sur les Pays-Bas de Maximilien d'Autriche, veuf de la duchesse Marie de Bourgogne (1457-1482), Maximilien devenant empereur en 1493
- l'avènement en 1515 de Charles de Habsbourg, son petit-fils, élu empereur en 1520 sous le nom de Charles Quint.

### La Frise
- la situation de la Frise dans les Pays-Bas du XVe siècle et du début du XVie siècle : en 1498, Maximilien d'Autriche, agissant en tant qu'empereur, désigne le duc de Saxe Albert III l'Intrépide comme gouverneur de la Frise (à l'est du Zuyderzee). Cette décision est mal acceptée par les Frisons et contestée par le duc de Gueldre, Charles d'Egmont.

## Dénomination
Le mot néerlandais hoop, qui correspond au mot allemand haufen (heerhaufen), est utilisé à la fin du Moyen Âge pour désigner des groupes armés  incontrôlés de mercenaires démobilisés (ne touchant plus de solde) ou de paysans révoltés, parfois de plusieurs milliers d'hommes, dont des nobles pauvres (comme les grandes compagnies en France à la fin du XIVe siècle) . 
Dans le contexte de la Frise, ils agissent aussi bien sur mer (piraterie), que sur terre.

## Historique

### Origines
Pier Donia est un fermier frison dont la ferme a été détruite par un régiment de lansquenets au service de Maximilien d'Autriche, au cours de la guerre de Crochets et des Cabillauds. Il se met à la tête d'autres paysans de Frise et de Gueldre exaspérés par les agissements des troupes au service du régent. 

### La période des succès (1515-1519)
Donia reçoit le soutien du duc de Gueldre, Charles II, qui se sent menacé par les projets des Habsbourg de prendre le contrôle de toutes les provinces des Pays-Bas. Il leur fournit des mercenaires, commandés par Maarten van Rossum. Mais il met fin à son soutien en 1519.

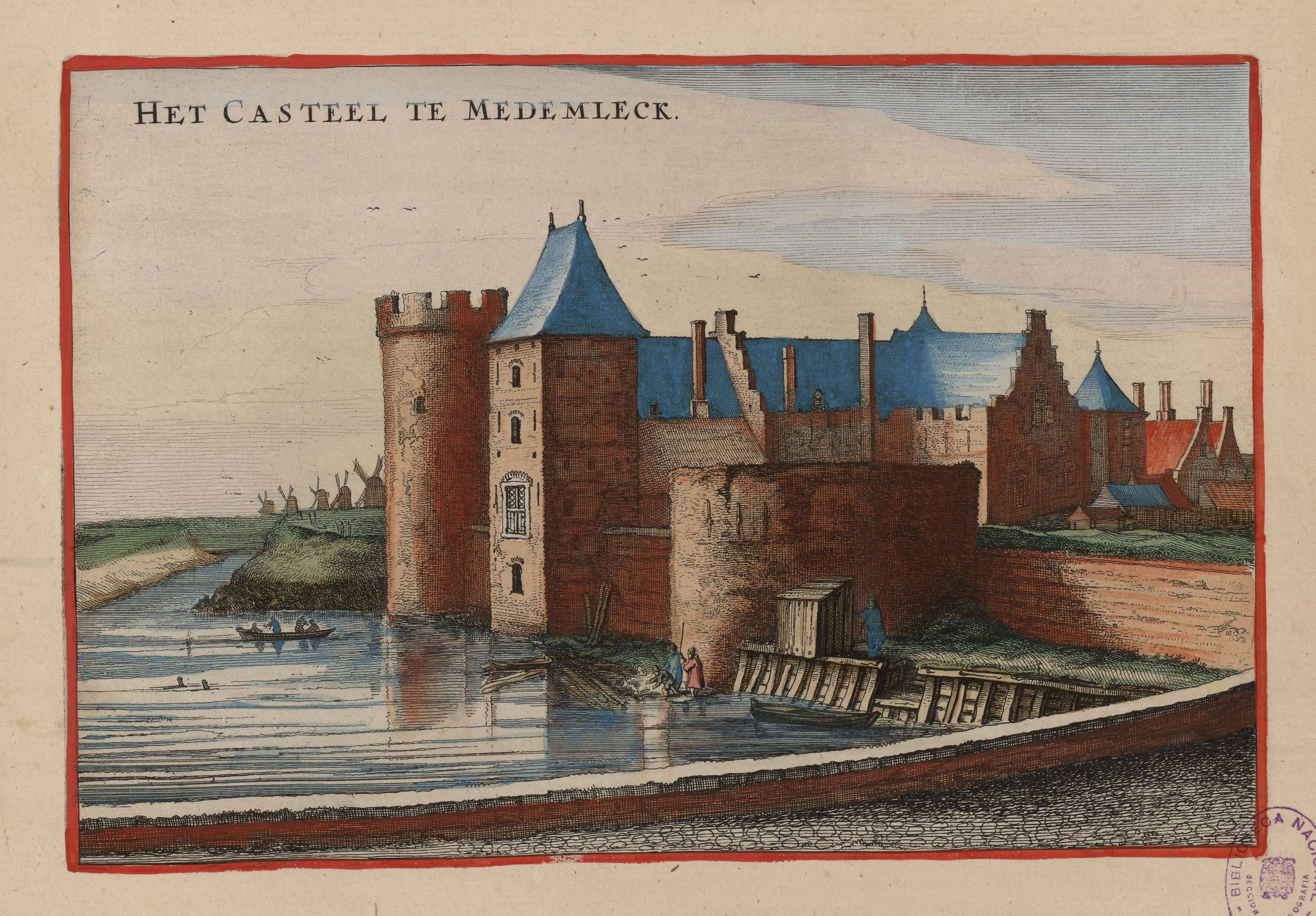
Le château de Medemblik qui a été assiégé par le Zwarte Hoop en 1517.

À son apogée, l'Arumer Zwarte Hope compte quatre mille membres. Ce groupe de combattants était surnommé les « Frisons de Gueldre » en raison du grand nombre de mercenaires en provenance du duché de Gueldre qui la composaient. 
Cette période est marquée par le siège de Medemblik (1517), qui est un échec en raison de la résistance menée par le vogt Joost van Buren, mais les rebelles causent de gros dégâts à la ville de Medemblik.
Lors de la plus grande bataille navale[Quand ?], ils s'emparent de 28 navires et jettent 500 membres d'équipage par-dessus bord.
Pier Gerlof Donia, malade, se retire du combat et meurt en 1520. Le commandement est repris par Wijerd Jelckama, dit Grote Wierd.

### La fin de la révolte (1519-1523)
La petite armée continue d'opérer jusqu'en 1523. Mais Jelckama est moins charismatique et moins compétent militairement que Donia. 
Les rebelles sont vaincus en 1523 et les chefs faits prisonniers, notamment Jelckama, sont condamnés à mort, puis décapités à Leeuwarden.